# Pratteln
Pratteln är en ort och kommun i distriktet Liestal i kantonen Basel-Landschaft i Schweiz. Kommunen har 16 566 invånare (2023). Orten ligger söder om floden Rhen, cirka 9 kilometer sydost om staden Basel.
En majoritet (80,7 %) av invånarna är tyskspråkiga (2014). En italienskspråkig minoritet på 3,8 % lever i kommunen. 23,8 % är katoliker, 28,4 % är reformert kristna och 47,8 % tillhör en annan trosinriktning eller saknar en religiös tillhörighet (2014).